# Thadée Humphrey
Thadée Humphrey, hrabia O’Dunne – francuski arystokrata i dyplomata irlandzkiego pochodzenia żyjący w drugiej połowie XVIII wieku.
Walczył jako oficer w szeregach francuskiej armii w czasie amerykańskiej wojny o niepodległość. Od 1779 roku minister pełnomocny Francji w Monachium. Od 1780 roku ambasador Francji w Lizbonie. Instrukcję w tej sprawie otrzymał 19 maja 1780 roku.